# أومو (علامة تجارية)
أومو (بالإنجليزية: OMO)‏ هي علامة تجارية لمنظفات الغسيل مملوكة لشركة يونيليفر. سُجلت في عام 1908 في إنجلترا، ثم في كندا والنمسا وفرنسا للإشارة إلى جميع منتجات التنظيف المنزلية.
أُعيد تنشيط العلامة التجارية الخاملة في عام 1952 وأُطلقت في فرنسا من خلال قوافل الإعلان في أكتوبر 1952 ثم في نهاية عام 1954 وبداية عام 1955. أدت الحملة الإعلانية لعام 1973، اختبار العقدة (يطرد أومو الأوساخ المحاصرة في العقدة)، إلى ظهور رسم تخطيطي عام 1979 بواسطة كولوتشي.